# Meryl Davis
Meryl Davis (n. 1 ianuarie 1987, Royal Oak⁠(d), Michigan, SUA) este o dansatoare pe gheață ce a reprezentat Statele Unite ale Americii, medaliată olimpică. A participat la 2 ediții ale Jocurilor Olimpice (2010, 2014) în care a câștigat o medalie de aur, o medalie de argint și o medalie de bronz.